# Gracia Nasí
Gracia Nasí, nacida Ḥana Nasí (en hebreo: חנה נשיא), cuyo nombre de conversa cristiana fue Beatriz de Luna Miques, también fue conocida como La Señora (Lisboa, 20 de junio de 1510 - 3 de noviembre de 1569), fue una filántropa, política y mujer de negocios portuguesa y una de las mujeres más ricas e influyentes de la Europa del Renacimiento.
Nacida en el seno de una familia judeoconversa aragonesa que huyó a Portugal en 1492, fue pionera en crear una red de escape que salvó a cientos de conversos judíos de la Inquisición.
Era la tía y socia comercial de Joao Micas, conocido como Joseph Nasí, una figura con un papel destacado en la política del Imperio Otomano.

## Biografía

### Nacimiento
Nace en Lisboa el 20 de junio de 1510, en el seno de una familia judía aragonesa conversa, hija de Samuel Nasí —nombre de converso Álvaro de Luna Miques— y Philippe (Pha) Mendes Benveniste —hermana de Francisco y Diogo [sic] Mendes—. Durante el reinado de Isabel I de Castilla y Fernando II de Aragón la familia huye a Portugal cuando se produce la expulsión de los judíos en 1492 por parte de los Reyes Católicos para poder seguir practicando el judaísmo. En 1497 la familia se ve forzada a convertirse al cristianismo en Portugal.

### Lisboa
A los dieciocho años, en 1528, contrae matrimonio concertado con su tío materno Francisco Mendes Benveniste, comerciante de pimienta negra y miembro de la familia de banqueros portugueses de los Mendes, rivales de los Medicis de Florencia. Tanto Francisco como Diogo dirigían una compañía comercial, que derivó en el comercio de especias de las Indias Orientales y Portugal, y poseían además un banco con agentes en toda Europa. Beatriz de Luna enviudó a los veintiocho años, en 1538. El reparto del testamento le otorgó la mitad del patrimonio del matrimonio, y la otra parte a su cuñado Diogo Mendes, de forma que pasó a ser una importante mujer empresaria del  siglo XVI.

### Amberes
Pocos años después de establecerse en Portugal la Inqusición de 1536, se mudó a Amberes con su hija Ana y su hermana Brianda de Luna para atender una de las sucursales que unos años antes había abierto Francisco Mendes. En Amberes realiza diferentes inversiones en los negocios de su cuñado Diogo Mendes que le reportaron un nombre entre los comerciantes locales y le dieron independencia empresarial. Su hermana Brianda contrae matrimonio con Diogo Mendes, quien fallece en 1543 legando a ambas la gestión y el control del imperio comercial de la familia Mendes, hecho que la situó como una importante empresaria. Parte de los negocios consistieron en el préstamo de dinero a los monarcas y la curia europea, sobre quienes mantuvo cierta influencia, logrando la protección de otros conversos. Se enfrentó a los intentos de varios monarcas que trataron de apropiarse de sus bienes, organizando el matrimonio de su hija Ana con sus propios familiares.
Desarrolló y financió una cuidada red de escape que permitió la huida de numerosos judíos de España y Portugal amenazados y arrestados por la Inquisición bajo la acusación de herejía. La red consistía en enviar en secreto a los conversos huidos, ocultos en los barcos de especias de su compañía, la Casa Mendes-Benveniste, que realizaban rutas regulares entre Lisboa y Amberes. Una vez en Amberes estos realizaban una ruta financiada por la propia Beatriz de Luna que los llevaba por los Alpes hasta Venecia. Desde la ciudad italiana eran transportados en otro barco hasta Grecia y al este de Turquía, bajo dominio del Imperio Otomano.
Realizó negocios con Enrique II de Francia, con el emperador Carlos I de España y con los gobernadores de los Países Bajos, también con los papas Paulo III y Paulo IV; y con el sultán del Imperio Otomano, Solimán el Magnífico. En estos tratos se incluyeron actividades comerciales, préstamos y sobornos. Parte de los pagos a los Papas por parte de la Casa Mendes buscaron retrasar el establecimiento de la inquisición en Portugal.

### Venecia y Ferrara

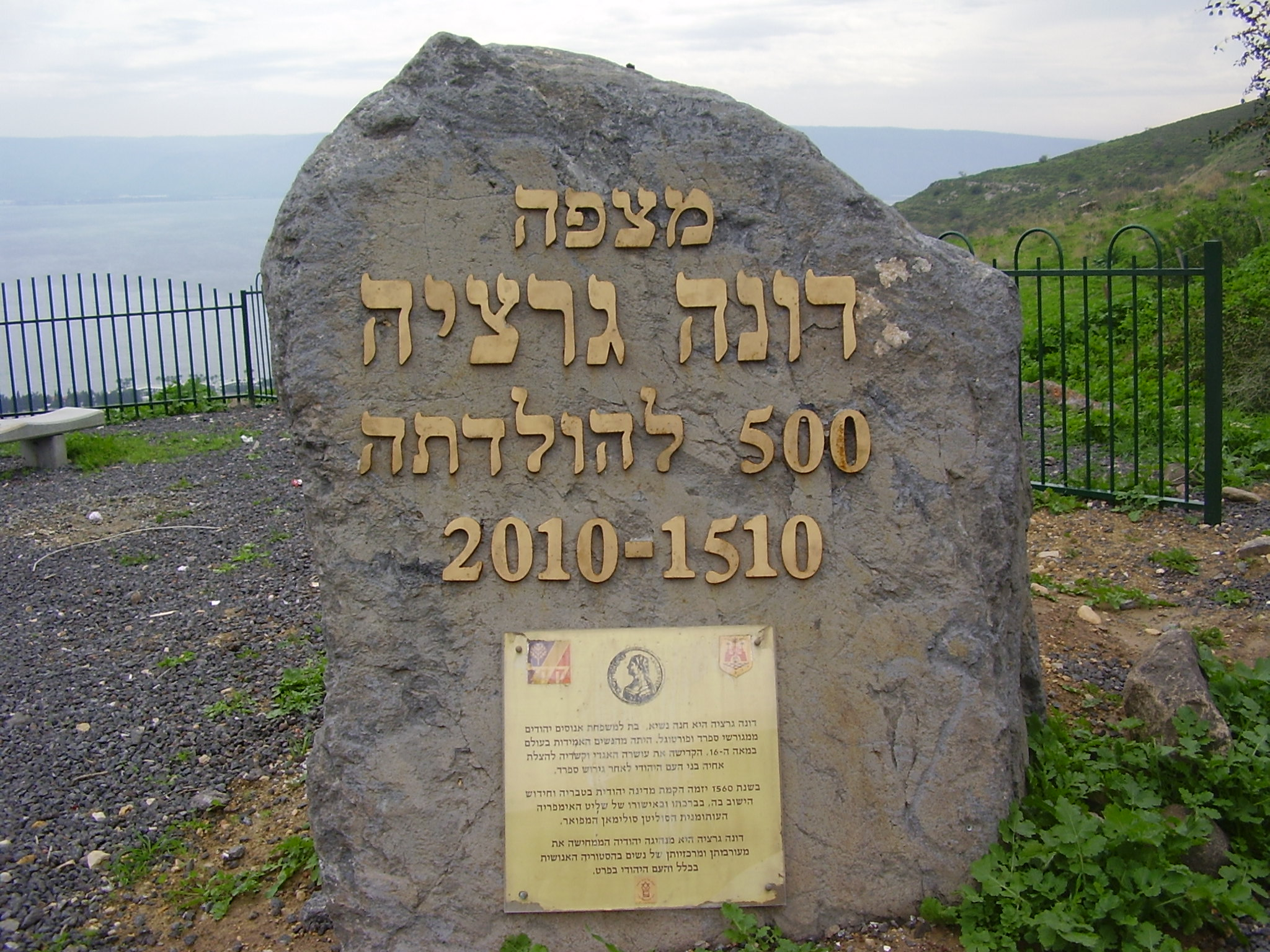
placa conmemorativa en el Observatorio de Tiberíades con motivo del 500 aniversario de su fallecimiento (autor Dr. Avishai Teicher, 2011)

En 1544 huyó de Amberes para instalarse en Venecia, donde se les ofreció un lugar seguro donde vivir y donde los judíos conversos pudieron realizar sus negocios. La mayoría de ellos estaban confinados en guetos abarrotados. Beatriz de Luna continuó con el comercio de especias —pimienta—, cereales y textiles. En este periodo surgieron disputas con su hermana Brianda, que había enviudado, sobre los términos del reparto del testamento de Diogo Mendes. Para evitar los fallos de 1547 y 1548 del Tribunal para los Asuntos Extranjeros que ponían fin al conflicto, obligándola a entregar la mitad de la fortuna familiar al tesoro veneciano, y ante la posibilidad de ser detenida y entregada al tribunal de la Inquisición, Beatriz se traslada a vivir a Ferrara, donde el Duque de Este, Ercole II, y acepta los términos del testamento de Diogo Mendes.
Se muda a Ferrara en 1549, y se une a una comunidad judía sefardí con la que practica el judaísmo abiertamente. Reconocidos sus derechos, adopta el nombre Nasí —nombre de su hija— en sustitución del de Benveniste, y es conocida a partir de entonces como Gracia Nasí. A partir de esta etapa la genealogía se hace algo confusa, ya que también su hermana, su hija y su sobrina adoptaron nombres diferentes y similares. 
A pesar del traslado a Ferrara, las disputas por el control de las propiedades familiares entre ambas hermanas no acabaron. Tras un acuerdo alcanzado en 1552, ratificado ante el senado, Gracia entregó cien mil ducados al tesoro público veneciano en custodia y una dote hasta que la hija de Brianda cumpliese quince años.
Gracia Nasí continuó realizando negocios comerciales y organizando el traslado de los judíos durante la diáspora judía mediante su red comercial. Facilitó la integración de la colonia sefardí en Ferrara y defendió la alfabetización y la imprenta entre la población judía. Entre otras decisiones, impulsó la publicación del Libro de oraciones para todo el año (1552) de Yom Tob Atias —de converso Jerónimo Vargas—, que contiene textos sefardíes en castellano para ser leídos por quienes desconocían el hebreo, y la Biblia de Ferrara (1553), obra editada por Abraham Usque y Yom Tov ben Levi Athias, y Consolación para las Tribulaciones de Israel, obra de Samuel Usque (1553). En ambas publicaciones se incluyó una dedicatoria a Gracia Nasi.

### Estambul
Una vez que ambas hermanas llegaron a un acuerdo, Gracia se traslada con su hija Anna —que había adoptado el nombre de Reyna Nasí— y su corte a la entonces Constantinopla, —luego sería conocida como Estambul—, y llega a Turquía en 1553, donde se instaló en el barrio europeo de Galata, mantuvo un estilo de vida judío y asumió un papel de liderazgo entre los sefardíes del Imperio Otomano.
Entre las medidas que toma, una fue acordar el matrimonio de su hija con Joseph Nasí, su sobrino político y socio comercial. Otras decisiones fueron el empleo de su fortuna para continuar ayudando a los judíos sefarditas que eran perseguidos por la Inquisición, haciendo que gran parte de ellos se refugiaran en el Imperio Otomano. También costeó la creación de sinagogas y yeshivas en todo el Imperio con la idea de ayudar a los refugiados conversos para que pudiesen regresar al judaísmo. La sinagoga Senyora o Senora Shul, en el distrito Kemaralti en Esmirna, lleva su sobrenombre, la Señora. En Salónica fundó la Sinagoga Gracia. Fueron decisiones que tomó antes de que la atmósfera política de la contrarreforma italiana frente a Martín Lutero la perjudicase. 
El papa Pío V sentenció en 1556 a un grupo de conversos en Ancona a ser quemados en la hoguera acusados de practicar ritos judíos. La respuesta de Gracia Nasí fue el embargo comercial del puerto de Ancona en los Estados Pontificios. Ante la duración del embargo hubo un intercambio de cartas entre el papa Pío V y Gracia Nasí. El embargo comercial realizado por judíos fue pionero del periodo moderno.
En 1558 firmó con el sultán Suleiman el Magnífico un contrato de arrendamiento a largo plazo en la región de Tiberíades, en Galilea —parte de la Siria otomana entonces—, a cambio de garantizar el aumento en los ingresos fiscales anuales. Con el acuerdo Gracia obtuvo autoridad de gobierno sobre la zona de Tiberíades. Ayudada por el sultán y por Joseph Nasí, inició la reconstrucción de las ciudades abandonadas para establecer a los refugiados, con el objetivo de convertir la zona en un asentamiento comercial y educativo de peso en 1560. La empresa llevada a cabo por Gracia Nasi está considerada como uno de los precedentes o primeros intentos del movimiento sionista moderno.

### Últimos años y fallecimiento
En sus últimos años de vida obtuvo el permiso para trasladar el cuerpo del que fuera su marido, Francisco Mendes, para ser enterrado en Palestina. El mismo fue trasladado desde Lisboa para darle nueva sepultura en Tiberíades. Gracia no llegó a ver el nuevo enterramiento ya que debido a problemas de salud se retiró de la vida pública. Falleció a principios de 1569 en Constantinopla —Estambul—.
Tras su muerte se realizaron actos en conmemoración de su trayectoria y del papel que tuvo en el rescate de los judíos huidos de la Inquisición.

## Reconocimientos

### Legado

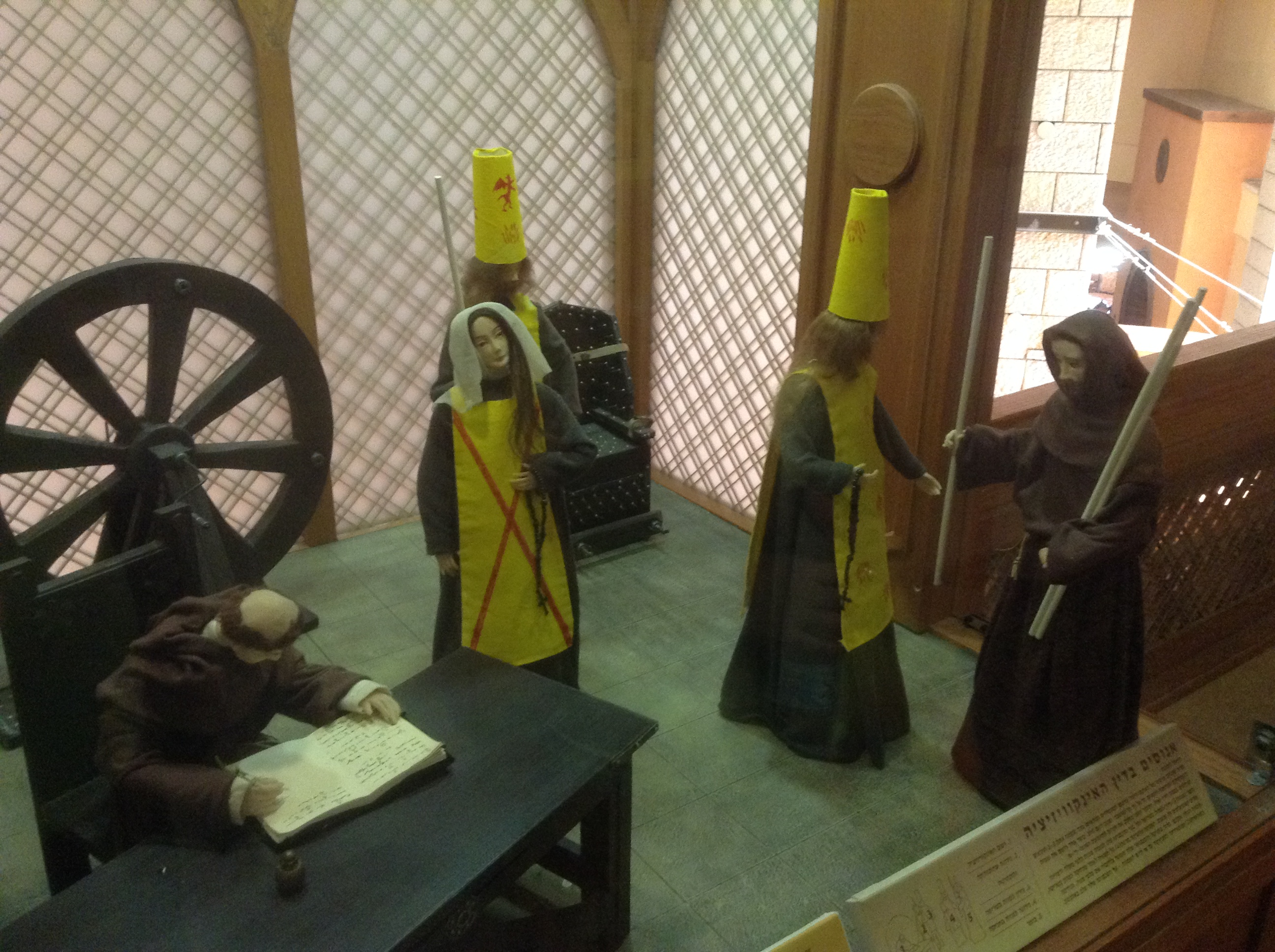
Inquisición y judíos. Museo Dona Gracia en Tiberíades

Su legado fue recordado durante los siguientes 500 años, para luego caer en el olvido. En tiempos más modernos su figura ha sido rescatada, tomando una relevancia destacada en diferentes países. La ciudad de Nueva York designó el Dona Gracia Day en junio de 2010; un año después fue Filadelfia quien tomó la misma iniciativa. En Israel fue honrada por los líderes políticos por primera vez en octubre de 2010. En 2011 fue presentada una página web dedicada a su legado. Turquía patrocinó en Nueva York la noche de Dona Gracia en 2011 y patrocinó una exposición en Lisboa. En Europa se realizaron conferencias, festivales y se publicaron diferentes artículos en torno a Gracia Nasí.
Se han creado programas de formación destinados a mujeres de negocios y otras profesionales basados en la trayectoria y la vida personal de Gracia Nasi. La casa de la moneda de Israel —Israel Coins & Medals Corp, ICMC— creó una medalla conmemorativa en su honor. En Tiberíades se encuentra el Dona Gracia Museum que recoge los diferentes aspectos de su obra y su vida.
Una serie de televisión realizada en Turquía, Muhteşem Yüzyıl, reproduce su biografía, el papel de Gracia Nasí es interpretado por la actriz Dolunay Soysert. Los descendientes de los conversos judíos salvados por la red creada por Gracia Nasi a lo largo del siglo XVI, mantienen viva su memoria en países como Italia, América Central, del Sur o Estados Unidos.

### En el arte
- Saadia Longo, poeta, escribió Doña Gracia y la Casa del Nasí en su memoria.[7]
- 1991, se editó un sello oficial del Estado de Israel en su conmemoración, el sello muestra el retrato de Gracia Nasi que se realizó en Pirara en 1551, basado en la obra de Cornelius de Bruin, pintor y grabador holandés.[13][14]
- Gracia Nasi, apareció en una medalla conmemorativa editada por el gobierno israelí, cuya efigíe es la de un retrato de 1553.[15]

- Un grabado la representa junto a Joseph Nasí.[5]
- 2010, con motivo del 500º aniversario de su fallecimiento, se colocó un monumento y una placa en el Observatorio Donna Gracia al norte de la ciudad de Tiberíades.[16][17]
- El director israelí Gitai junto a Marie José Sanselme inició en 2019 el rodaje de la película Doña Gracia, producida por Kristina Larsen y Jean-Baptiste Dupont.[18]
- Un retrato de Gracia Nasí, realizado por el pintor Daniel Quintero, se expone en las salas del Museo Sefardí de Toledo, España. [19]

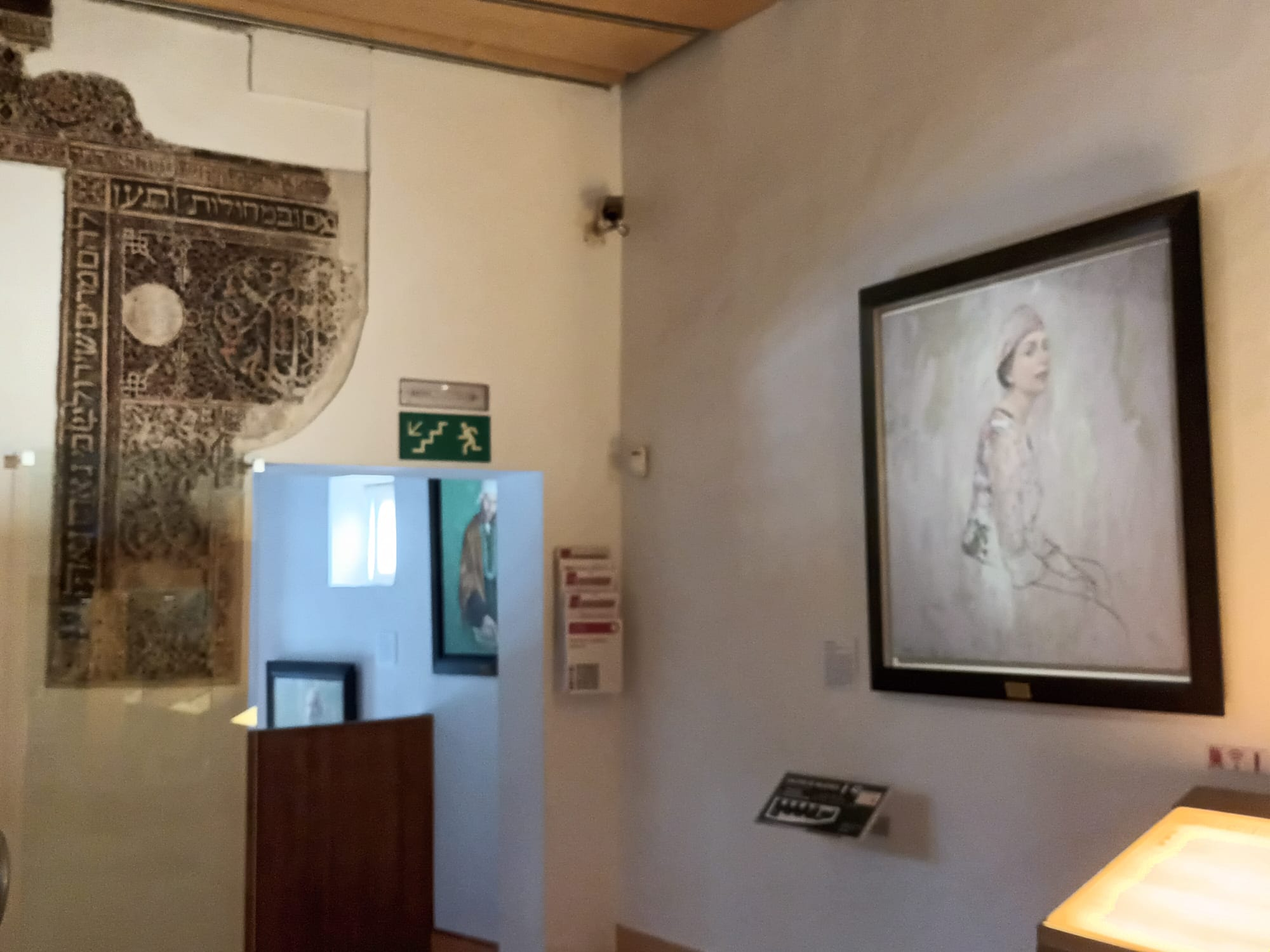
Museo Sefardí de Toledo. Retrato de Doña Gracia Mendes (Hanah Nasí)

### Nombre
A lo largo de su vida y por diferentes motivos utilizó diferentes nombres:
- Beatriz de Luna Miques, fue el nombre que usó como cristiana conversa. El nombre de Beatriz lo cambió para adoptar el nombre de Gracia, el cual es la forma portuguesa y española del nombre hebreo Hannah.
- Gracia Mendes, usado durante su matrimonio con Francisco Mendes.
- Gracia Nasí, tomando el apellido de su sobrino José Nasi.
- La Señora (HaGevirá).[5]